# Gene Fowler, Jr.
Gene Fowler Jr. (n. 27 mai 1917 – d. 11 mai 1998) a fost un  proeminent monteur de filme de la Hollywood și regizor. A lucrat la filmele lui Fritz Lang și Samuel Fuller și la filme ca Stanley Kramer's It's a Mad, Mad, Mad, Mad World (1963), John Cassavetes' A Child is Waiting (1963) sau Hang 'Em High (1968).

## Biografie și carieră
S-a născut la 27 mai 1917 în Denver, Colorado.
A lucrat și ca regizor de filme artistice și de seriale TV. În timp ce mare parte a muncii sale ca regizor este considerată ca  minoră (Leonard Maltin selectează în compendiul său doar trei filme regizate de Fowler din cele șapte ale sale)), două din filmele sale, I Was a Teenage Werewolf (1957) și I Married a Monster from Outer Space (1958), au atras în retrospectivă o parte a atenției criticilor.
Fowler a decedat la 11 mai 1998, la Woodland Hills, Los Angeles, California, din cauze naturale.
Fratele său Will Fowler (1922–2004) a fost un scenarist hollywoodian.

## Filmografie (selecție)
- Philo Vance Returns (1947)

### Ca regizor
- I Was a Teenage Werewolf (1957)
- I Married a Monster from Outer Space (1958)
- Gang War (1958)
- The Oregon Trail (1959)
- The Rebel Set (1959)
- Here Come the Jets (1959)
- The Astral Factor (1978) (nemenționat)

## Legături externe
- Gene Fowler, Jr. la Internet Movie Database